# Elisa Mainardi
Elisa Mainardi, née le 27 juillet 1930 à Rome et morte dans la même ville le 8 mai 2016, est une actrice italienne.

## Biographie
Après avoir suivi des cours de théâtre dans l'école de Pietro Sharoff (it), elle commence à jouer très jeune dans la compagnie de Salvo Randone dans le drame Corruzione al Palazzo di Giustizia d'Ugo Betti. Elle continue au théâtre avec différents metteurs en scène, parmi lesquels Luciano Salce, Luchino Visconti et Giorgio De Lullo, jusqu'à former sa propre compagnie en association avec Vivi Gioi et Renzo Giovampietro (it).
En 1953, elle commence une carrière au cinéma, avec un rôle dans le film La figlia del forzato réalisé par Gaetano Amata. Elle devient ensuite une des actrices préférées de Federico Fellini et joue dans plusieurs de ses films.
À la télévision, elle interprète des comédies, des mini-séries et des films.
Jusqu'à 1994, elle tourne dans presque 80 films.

## Filmographie partielle
- 1962 : La Vendetta de Jean Chérasse : la fille de Bastia
- 1965 : Deux Lurons sur la barricade (I figli del leopardo) de Sergio Corbucci
- 1969 : Satyricon de Federico Fellini : Ariane
- 1970 : Nini Tirebouchon (Ninì Tirabusciò, la donna che inventò la mossa) de Marcello Fondato
- 1972 : Fellini Roma (Roma) de Federico Fellini : l'épouse du pharmacien
- 1972 : Folie meurtrière (Mio caro assassino), de Tonino Valerii : servante chez les Moroni
- 1972 : L'Œil du labyrinthe (L'occhio nel labirinto) de Mario Caiano : la directrice de l'orphelinat
- 1973 : La Vie sexuelle dans les prisons de femmes (Diario segreto da un carcere femminile) de Rino Di Silvestro : Une gardienne
- 1974 : La nottata de Tonino Cervi
- 1976 : Le Casanova de Fellini (Il Casanova di Federico Fellini) de Federico Fellini : une invitée
- 1976 : Bordella de Pupi Avati : Luciana Muccioli
- 1979 : Malabimba d'Andrea Bianchi : le médium
- 1979 : Il commissario di ferro de Stelvio Massi : la gardienne
- 1979 : Les Monstresses (Letti selvaggi) de Luigi Zampa : la femme dans le train
- 1980 : La Terrasse (La Terrazza) d'Ettore Scola
- 1980 : L'Amour en première classe (Amore in prima classe) de Salvatore Samperi : la femme à la fourrure
- 1980 : Café express de Nanni Loy
- 1981 : Le Marquis s'amuse (Il marchese del Grillo) de Mario Monicelli : la femme de Gasperino
- 1982 : Borotalco de Carlo Verdone
- 1983 : Et vogue le navire… (E la nave va) de Federico Fellini : Teresa Valegnani
- 1989 : Casa di piacere d'Alex Damiano
- 1990 : Il male oscuro de Mario Monicelli